# Писма на Душевадеца
През 1942 г. К. С. Луис пише своите „Писма на Душевадеца“, които бързо се превръщат в класика на християнската литература на 20 век. Написани с духовно проникновение и английско чувство за хумор, „Писмата“ са интересни дори само като идеен похват – да се покажат духовните процеси в човека от гледна точка на един дявол.
С това рисковано и непрепоръчително от догматична гледна точка начинание К. С. Луис се справя блестящо, без да изпада нито в „диаболизъм“ (да разсъждава прекалено много за природата на дявола, в чието безспорно съществуване като христянин вярва), нито в психологизъм (неизбежно да преповтаря отколе известни истини за природата на греха). Луис поглежда преди всичко към Човека – с неговите слабости и с огромния му духовен потенциал – но през художествената призма на една обърната гледна точка. Ценностите пак са същите, но със сменени имена – естествено е Дяволът да нарича Бога „Врага“; от неговите уста всяко добро дело или добродетел се произнасят с еквивалента на нашия сарказъм или погнуса, а в „Писмата“ на стария дявол до неопитния му племенник (отношенията чичо – племенник са архетипни за английската хумористична литература) чичото естествено ще поучава малкия как най-ефикасно да твори зло.
За първи път на български „Писмата на Душевадеца“ е издадена през 1996 г. от издателство Славика. Второто издание на книгата е издадено през 2010 г. от издателство Нов човек.
Източници:
- Национален регистър на издаваните книги в България